# Црква Светог Антуна Падованског (Београд)
Црква Светог Антуна Падованског јесте сакрални објекат који се налази у Брегалничкој 14 на општини Звездара, Београд. Сматра се међу најзначајнијим сакралним делима архитекте Јоже Плечника.

## Црква
На једном од ободних врачарских брежуљака према Звездари, у близини Црвеног крста, између улица Брегалничке и Поп Стојанове, уздиже се црква необична у Београду. При католичкој црквеној општини – жупи основан је 1925. године самостан под јурисдикцијом фрањевачке провинције Босне Сребрене, у саставу Фрањевачког опсервантског реда. Црква је посвећена Светом Антуну Падованском, a изграђена је између 1929. и 1932. године у спомен 700 година од његовог упокојења. Следбеник Светог Фрање Асишког и велики проповедник, један од најпоштованијих западнохришћанских светитеља, пореклом из Лисабона, где је живео крајем 12. и у првој половини 13. века, почива у италијанском граду Падови. Пројекат ове београдске цркве израдио је истакнути словеначки и средњоевропски архитект краја 19. и прве половине 20. века Јоже Плечник (1872–1957), ученик чувеног бечког архитекте Ота Вагнера, касније професор архитектуре на Универзитету у Прагу. Идеја о ангажовању архитекте Плечника потекла је од фра Јосипа Маркушића, а након пројектантског рада за фрањевце у Словенији. Цео концепт грађевине препуштен је самом архитекти.

## Спољашњост
Ова монументална кружна грађевина (ротонда), импресивна по димензијама и форми, централним планом основе и бојом, односно материјализацијом – облогом од опеке – представља повратак на античке узоре, почетке хришћанства, на обрасце ранохришћанске и рановизантијске сакралне архитектуре, посебно на примере у Риму, Цариграду, Солуну и Равени (Пантеон у Риму, ранохришћанске крстионице или баптистеријуми, Црква Сан Витале у Равени, Црква Сергија и Вакха у Цариграду, Црква Светог Георгија у Солуну), као и на касније средњовековне, ренесансне и барокне цркве централног типа. 
Грађевина основног облика ротонде, са апсидом на истоку, тремом на западу и цилиндричним звоником са југоисточне стране, није изведена према почетном, већ према другом, нешто измењеном пројекту архитекте Плечника. У облик основе – уз велику кружну форму прислоњен је мањи круг – унето је и симболично ишчитавање и повезивање са иконографским представљањем патрона храма који држи малог Христа. Трем са дрвеном надстрешницом носе по три пара витких стубова, као и стубаца квадратног пресека. Стубови се настављају и у предворју (нартексу), фланкираном мањим правоугаоним капелама. Главни простор је кружни и цилиндричан, пречника 25 и висине 17,5 метара, са бочним конхама односно потковичастим капелама у дебљини зидова ротонде, које су намењене посебним мањим олтарима и исповедаоници. Распоређене су по три конхе са северне и јужне стране, док је насупрот улаза, у апсиди, главни олтар тј. дубоки презвитеријум, под којим је крипта. Облик ротонде је наглашен и посебно постављеним подним плочама од мермера различите боје. Због велике висине цркве формиране су три галерије. Над улазом је прва мања галерија са оргуљама, друга потковичаста простире се до олтара, док је горња галерија опходна (деамбулаторијум), протеже се целим обимом ротонде и омогућава највећи продор природног светла. Равна таваница обложена је дрвеним гредама, с обзиром на то да се од првобитне идеје куполе одустало, ради усаглашавања са концептом једноставности и приближавања архитектури карактеристичној за овај католички ред. Изнад улаза је већи окулус у нивоу прве галерије. Ниша у нивоу друге галерије предвиђена је за још нереализовану скулптуру Светог Антуна. Посебна пажња посвећена је изради детаља на капителима трема и улазног вестибила, као и на ковинама прозора, које карактерише разноврсност оригиналних мотива, инспирисаних духом раног хришћанства.

## Унутрашњост
Унутрашњост цркве је до Другог светског рата била делимично опремљена олтарима и црквеним мобилијаром, постепено је довршавана и касније, а монументални торањ звоника висине 52 м и пречника 9 м изграђен је 1962. године према нешто измењеним пројектима архитекте Плечника, а по упутствима његовог ученика Јанеза Валентинчича. Поред звоника, он је израдио и нацрте за улазни трем, камени под у презвитериону, клупе, оргуље и лустере. На изради ентеријера учествовали су словеначки уметници: каменоресци, ливци и столари, од којих се посебно издваја скулптор Божо Пенгов. 
Главни олтар Светог Антуна је у апсиди, са бронзаном скулптуром патрона храма који држи малог Исуса Христа, рад Ивана Мештровића, постављен 1935. године. Олтар Срца Исусовог и Госпин олтар (Маријине Благовести) постављени су у северној и јужној конхи гледано од главног олтара, а надаље и олтари Светог Јосипа и Светог Фрање Асишког, као и недовршен олтар Христовог страдања. У дворишту ка Брегалничкој улици налази се двоспратни објекат с необарокним забатом, у којем је мала скулптура Светог Антуна са малим Христом, који има намену жупног двора и самостана, где борави управитељ самостана гвардијан.

## Значај
Црква Светог Антуна Падованског једино је, јединствено и оригинално ауторско остварење словеначког архитекте Плечника у Београду, припада групи његових најзначајнијих сакралних дела, а издваја се и у целокупном опусу (Црква Светог Духа у Бечу, Вазнесења Господњег у Богојини у Словенији, Светог Фрање у Љубљани и Пресветог Срца Исусовог у Прагу). Ретка је по типу централне грађевине међу осталим црквама овог католичког реда, претежно базиликалних простора. Уклапа се по својој модерности у београдску архитектуру између два светска рата. Армиранобетонски зидови изнутра и споља обложени су црвеном циглом, осим бетонских венаца и шамбрана, у духу и чак испред архитектуре свог времена, јер антиципирају употребу материјала у савременој архитектури периода седме и осме деценије 20. века. По идеји, пре свега је представљен повратак праузорима и извору хришћанства, јер је преплитањем утицаја ране западнохришћанске и византијске архитектуре примењен универзални хришћански концепт, монументалношћу исказана глорификација хришћанства, а естетским ефектом модерности и идеал једноставности фрањевачког реда. По јединствености и оригиналности дизајна, ова црква превазилази оквире средњоевропске сакралне архитектуре. У храму се поред служби одржавају и концерти духовне музике.
Црква Светог Антуна, као дело истакнутог архитекте који је у Београду оставио јединствено дело посебних и ретких архитектонских вредности, утврђена је за споменик културе 2010. године (Одлука, Службени гласник РС, бр. 29/10).